# Khuda
Khuda  o Khoda (in persiano:  خدا ) è una parola persiana che significa «Dio».
Molte volte è usata anche nell'urdu e nell'hindi, nonostante oggi la parola araba "Allah" sia più comune nei testi iranici.
La frase Khuda Hafiz, che significa Dio sia il tuo Guardiano è una frase di addio tradizionale del farsi e del curdo, in uso anche presso alcune popolazioni afghane e tra i musulmani dell'Asia meridionale.